# Acicys
Acicys és un gènere monotípic d'arnes de la família Crambidae. Conté només una espècie, Acicys cladaropa, que es troba a Austràlia.